# Megara Iblea
Megara Iblea (in latino Megara Hyblaea; in greco antico: Μέγαρα Ὑβλαῖα?, Mégara Hyblaîa), fu una colonia greca in Sicilia, situata nel territorio dell'odierna Augusta.

## Il nome
Il primo nome di questa colonia sarebbe stato  ("Hybla Mikrá"), ossia piccola Ibla (per distinguerla dall'Ibla Maggiore e dall'Ibla Erea); la notizia è riportata da Stefano di Bisanzio, il quale aggiunge che i megaresi in questione erano detti Iblei Galeoti.
I Megaresi dell'Ellade derivarono l'appellativo di «Iblea» perché la loro polis, sorgendo nel territorio del re Iblone, si fece continuatrice del nome siculo in segno di riconoscimento verso il sovrano autoctono che aveva loro concesso la terra. Secondo lo storico Pausania invece l'origine del nome Ibla a sua volta si riferirebbe all'omonima divinità sicula.
In età classica fu detta invece Μέγαρα Ὑβλαῖα ("Mégara Hyblaîa"). Il nome Mègara deriva dal fatto che i colonizzatori greci vollero perpetuare il nome della propria città d'origine, in Attica.
Secondo alcuni testi, quando Erodoto e Tucidide parlano di Ὕβλα ἡ Γελεᾶτις ("Hybla hē Geleâtis"), ossia Ibla Geleate, si riferiscono sempre a Mégara Hyblaîa, come confermerebbe la notizia del bizantino Stefano che lega tale popolazione agli indovini detti per l'appunto Galeoti; per altri invece il nome Ibla Geleate sarebbe attribuibile ad una sub-colonia di Gela che sorgeva nel territorio dell'attuale Piazza Armerina.
Quando la città terminò la sua storia di colonia indipendente e passò sotto il dominio romano, venne denominata in Latino Megara Hyblaea, latinizzazione del termine greco usato in età classica. Oggi in Italiano il termine con il quale la colonia è più conosciuta e citata nei testi di Storia, nei vocabolari e nelle enciclopedie è Mègara Iblea.

## Storia

### Fondazione
(La Guerra del Peloponneso, VI libro, Tucidide)

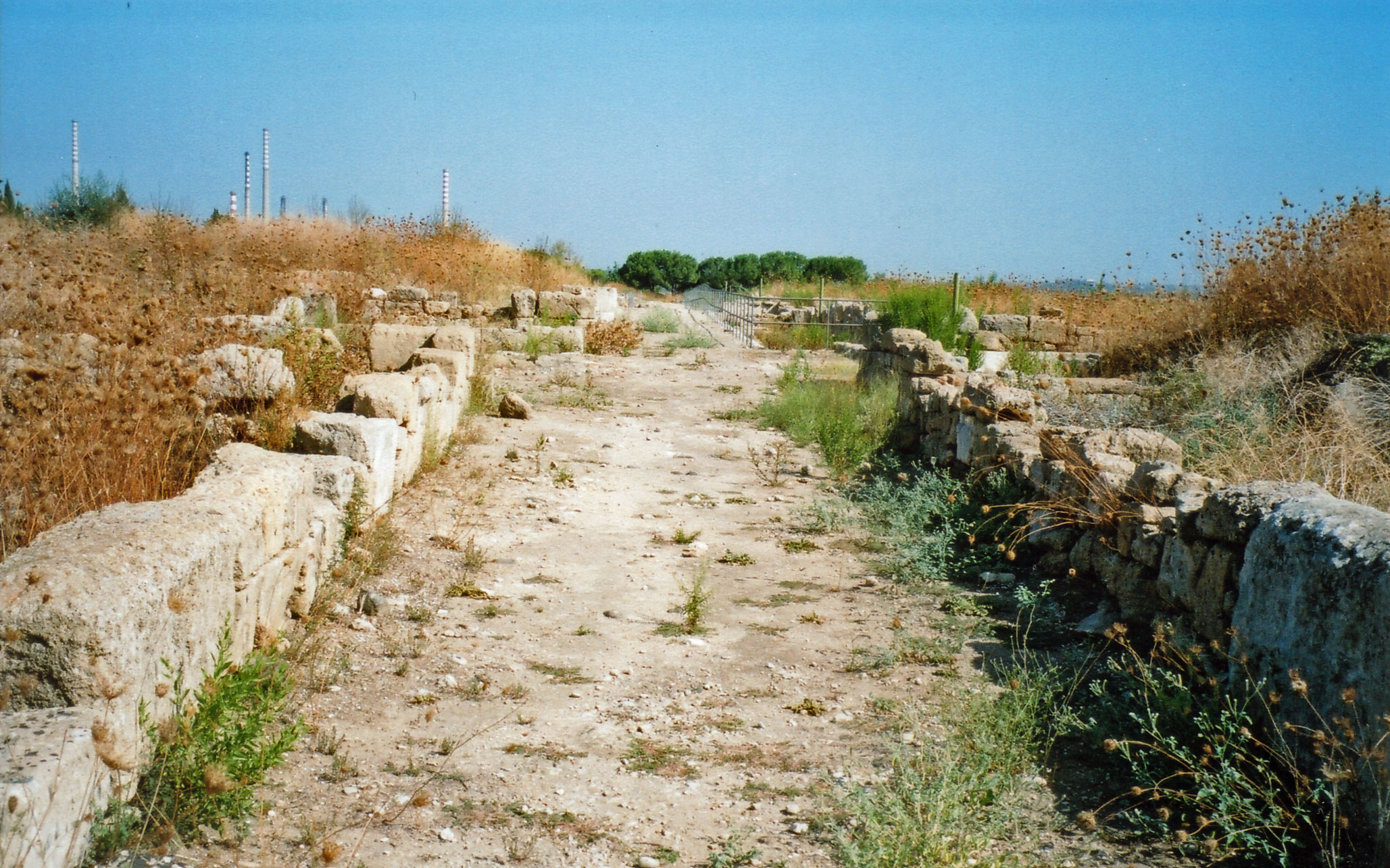
Via tra le antiche abitazioni di Megara

Fu fondata nel 728 a.C. da colonizzatori megaresi, i quali in precedenza si erano insediati nei pressi di Trotilon (l'attuale Brucoli), a Leontini ed a Thapsos.
Tucidide narra che venne fondata da un gruppo di coloni guidati dall'ecista Lamis (greco antico: Λάμις), proveniente da Megara Nisea. e che morirà nella poco distante Thapsos. I coloni arrivarono nello stesso periodo in cui fu fondata Leontini dai coloni calcidesi, stabilendosi prima vicino alla foce del fiume Pantagias, in un luogo chiamato Trotilon (l'odierna Brucoli). Da lì si stabilirono a Leontini, dove abitarono insieme ai calcidesi; ma furono presto espulsi, e successivamente si stabilirono sul promontorio o sulla penisola di Thapsos, vicino a Siracusa. Dopo la morte di Lamis e, su suggerimento di Hyblon, un capo dei siculi, si stabilirono nell'odierna Hyblaean Megara. In segno di gratitudine la nuova città assunse anche l'appellativo di Iblea.
Scimno di Chio segue una tradizione diversa, in quanto descrive l'arrivo dei calcidesi a Naxos e quella dei Megaresi a Hybla come contemporanei, ma entrambi precedenti alla fondazione di Siracusa, nel 734 a.C. Anche Strabone adotta lo stesso punto di vista, rappresentando Megara come fondata all'incirca nello stesso periodo di Naxos (735 a.C.) e prima di Siracusa. È impossibile conciliare le due datazioni, ma quella di Tucidide è probabilmente la più affidabile. Quindi la fondazione di Megara potrebbe essere collocata intorno al 726 a.C. La professoressa Miller, nella sua nuova ricerca nelle fonti antiche ha notato le varie date di fondazione dal 758 a.C. (per Chronikon di Eusebio) al 728 a.C. (dalle sue ricostruzioni delle date di Tucidide).

### L’ascesa e la caduta
Della storia successiva abbiamo scarse informazioni, sembrerebbe aver raggiunto una condizione fiorente, in quanto 100 anni dopo la sua fondazione ha fondato la colonia di Selinunte nell'altra estremità della Sicilia. Una polis destinata ad avere a un potere molto maggiore rispetto alla sua città madre. Per il resto non è mai sembrata essere una città di rilevante importanza e non ha mai tratto alcun vantaggio dalla sua posizione.
Nulla è più noto di Megara fino al periodo della sua distruzione da parte di Gelone di Siracusa, intorno al 483 a.C., che, dopo un lungo assedio, divenne padrone della città per capitolazione. Sembra che anche le sue mura furono rase al suolo. Ma, nonostante ciò, fece sì che la maggior parte degli abitanti venisse venduta in schiavitù, mentre stabilì i cittadini più ricchi e nobili a Siracusa. Tra le persone giunte a Siracusa c'era il celebre poeta comico Epicarmo, che aveva ricevuto la sua istruzione a Megara, sebbene non fosse originario di quella città. Secondo Tucidide, questo evento ebbe luogo 245 anni dopo la fondazione di Megara, e potrebbe quindi essere collocato intorno al 483 a.C.. La città quindi viene in qualche modo collegata a quella evoluzione che portò il canto di bisboccia (komos) ad evolversi in mimica farsesca fino a delineare un nuovo genere letterario, la commedia greca.
È certo che Megara non ha mai recuperato potere e indipendenza. Tucidide allude distintamente ad essa come non esistente ai suoi tempi come città, ma menziona ripetutamente la località, sulla costa del mare, che a quel tempo era occupata dai siracusani seppur quasi del tutto disabitata, e il generale ateniese Lamaco, durante la spedizione contro Siracusa (415–413 a.C.), propose di farne il quartier generale della loro flotta; il suo consiglio non fu preso in considerazione e nella primavera successiva i siracusani la fortificarono. 
Da questo momento ci incontriamo ripetutamente con menzione di un luogo chiamato Megara o Megaris , che sembra impossibile separare da Hybla, ed è probabile che le due fossero, in effetti, identiche. Il sito di questa Megara o Hybla in seguito potrebbe essere collocato, senza dubbio, alla foce del fiume Alabo (la moderna Cantera); ma sembra che ci siano molte ragioni per supporre che l'antica città, l'originale colonia greca, fosse situata vicino al promontorio ora occupato dalla città di Augusta. È difficile credere che questa posizione, il cui porto sia almeno uguale a quello di Siracusa, mentre la stessa penisola aveva gli stessi vantaggi di quella di Ortigia e avrebbe dovuto essere del tutto trascurata nei tempi antichi; mentre tale località sarebbe servita agli scopi per i quali Lamaco sollecitò i generali all'occupazione del sito vacante di Megara .
Venne in seguito rifondata da Timoleonte che dopo la metà del IV secolo decise di far venire in Sicilia nuovi coloni dalla Grecia promettendo loro case e campi. Nel III sec. a.C. faceva parte del regno di Gerone II.
Nel corso della seconda guerra punica venne distrutta dalle truppe del console Marco Claudio Marcello che andava ad assediare Siracusa. La città non venne mai più ricostruita ed in epoche successive soltanto isolate fattorie si insediarono sul suo territorio.

## Resti archeologici

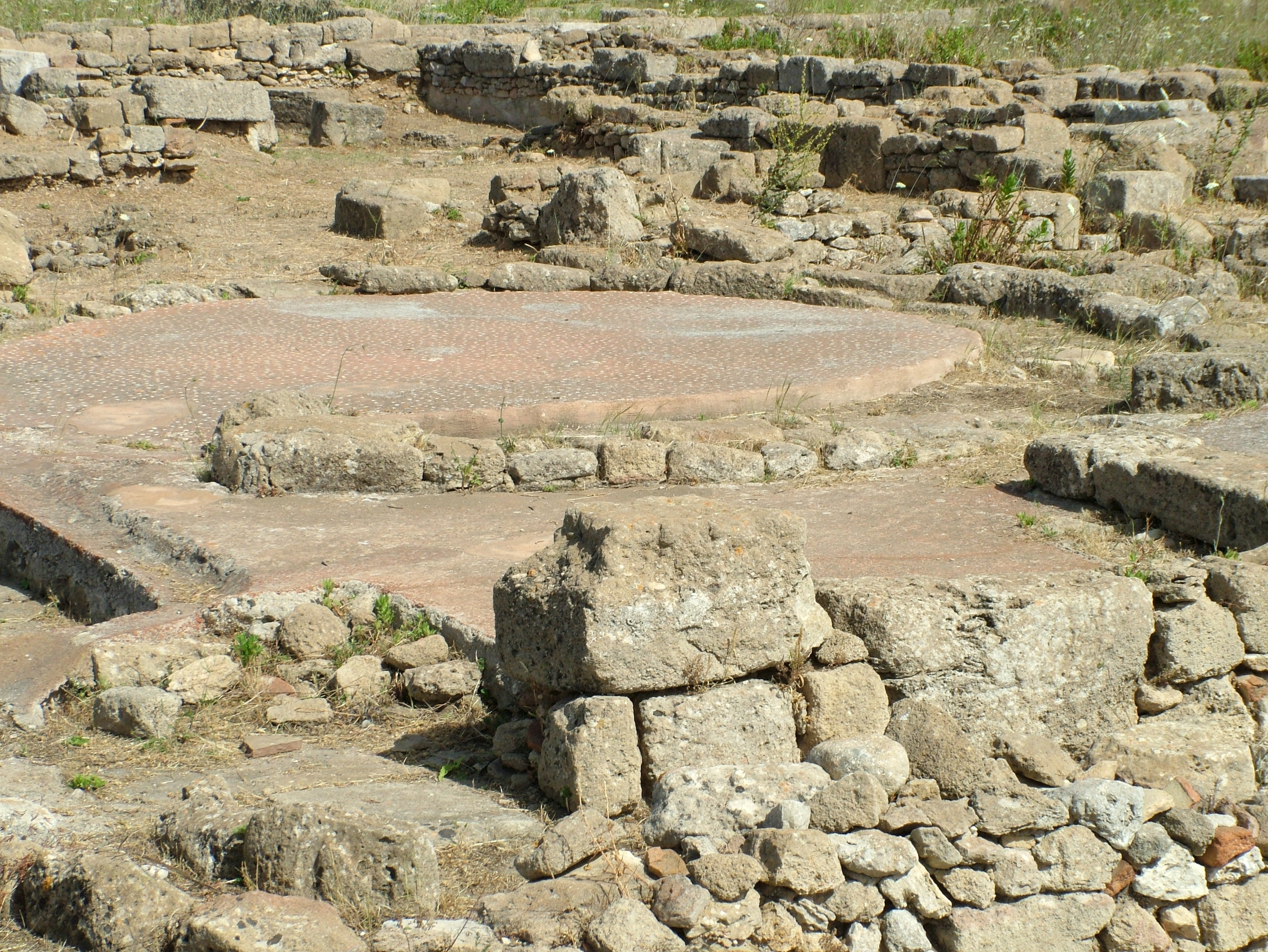
Scavi

Nel 1867 i lavori di sbancamento per la costruzione della ferrovia Catania-Siracusa tagliarono in due il sito archeologico nella parte delle fortificazioni e in parte dell'abitato. 
Gli scavi condotti nel 1891 degli archeologi francesi Georges Vallet e François Villard portarono alla scoperta della parte settentrionale della cinta muraria nord-occidentale, che in parte serviva da terrapieno contro le alluvioni: apparentemente era più evidente al tempo di Filippo Cluverio, di una vasta necropoli, di cui sono state esplorate circa 1 500 tombe, e di un deposito di oggetti votivi da un tempio. La città era lambita a nord dal porto ed aveva una necropoli contenente circa un migliaio di tombe.
La necropoli nord venne in parte coperta durante la costruzione della raffineria RASIOM nel 1949. Gli interventi della Soprintendenza di Siracusa diretta da Bernabò Brea permisero il salvataggio di alcuni reperti tra cui la famosa statua della Kourotrophos rinvenuta in pezzi il 30 ottobre del 1952 e poi restaurata. Interventi decisi della soprintendenza e dell'Ecole francaise (presente dal 1949) permisero il salvataggio della parte entro la cinta muraria ellenistica.
I numerosi resti archeologici, tuttora visibili sul sito, sono frutto degli scavi effettuati nell'immediato dopoguerra, grazie al grande contributo dei già citati Vallet e Villard e degli archeologi italiani Luigi Bernabò Brea e Gino Vinicio Gentili. La conservazione della sua struttura urbanistica originaria è stata permessa dalla mancata urbanizzazione in epoca moderna.

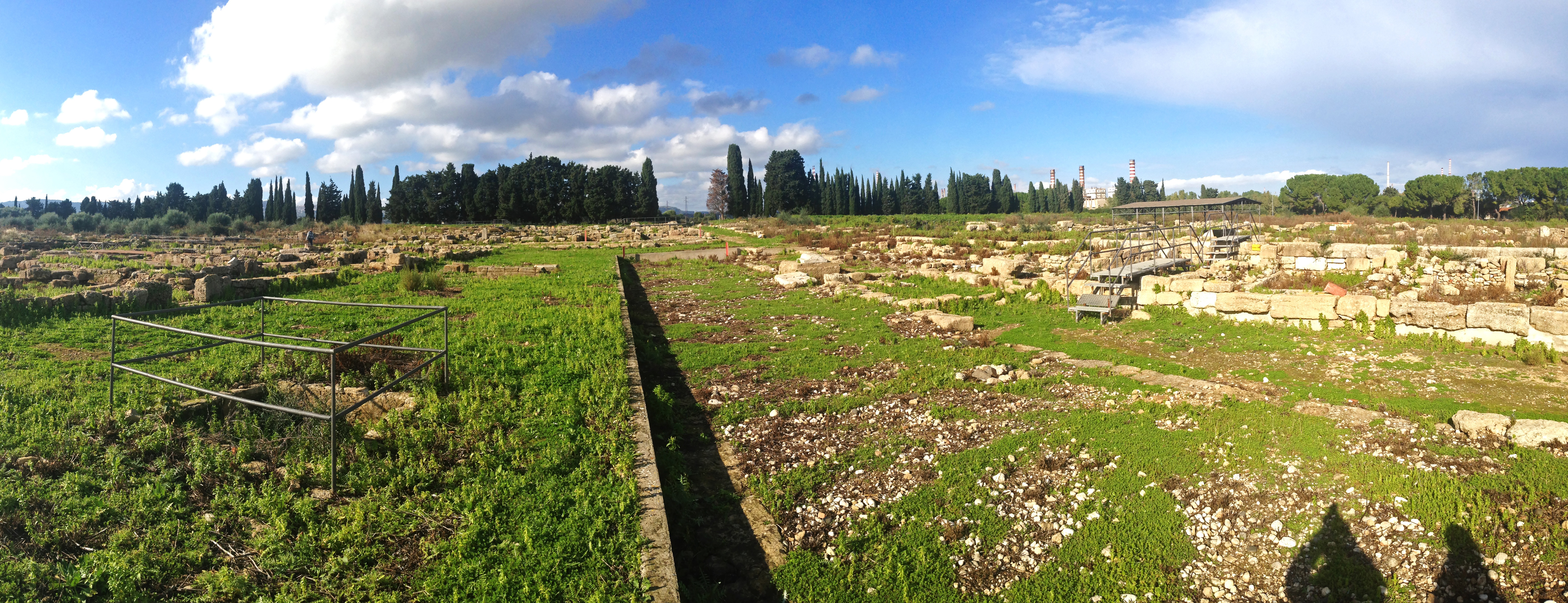
Agorà

A metà del VII secolo, la città fu organizzata seguendo un disegno regolare del tessuto urbano. Un'agorà con stoà sorse su un piano sollevato sui lati nord e est. Questa è una delle prime agorà conosciute.
Sul sito sono ancora visibili:
- l'agorà con i resti di due portici
- i bagni ellenistici
- l'heroon
- i resti delle mura di cinta
- i resti di un tempio ellenistico
- le fondamenta di un tempio arcaico
- il pritaneo
- un'officina metallurgica
- i resti di decine di case

### Reperti visibili al museo di Siracusa
Nel Museo archeologico regionale Paolo Orsi di Siracusa sono esposti i numerosissimi resti recuperati durante le campagne di scavo. Tra i più importanti ricordiamo:
- la statua arcaica in calcare della "Dea Madre" in trono (VI secolo a.C.), che allatta due gemelli (kourotrophos), ritrovata dagli scavi condotti da Gino Vinicio Gentili. Distrutta in 936 frammenti da un martello pneumatico durante scavi per la raffineria Esso, venne ricostruita pezzo per pezzo dal museo Paolo Orsi dove oggi è ammirabile
- il torso marmoreo di uomo (kouros), in stile dorico;

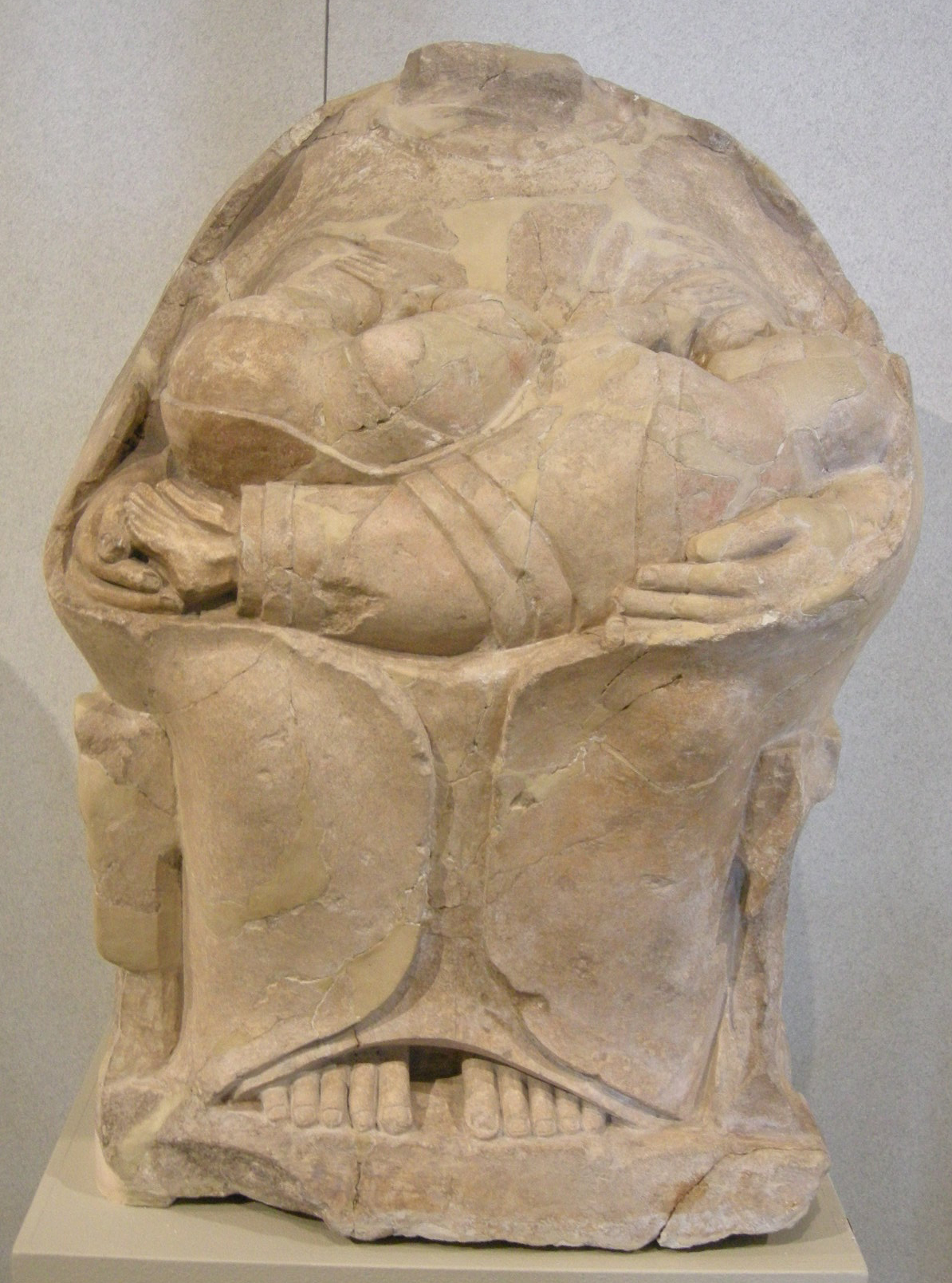
dea madre che allatta due gemelli in calcare, da necropoli ovest, 550 ac.
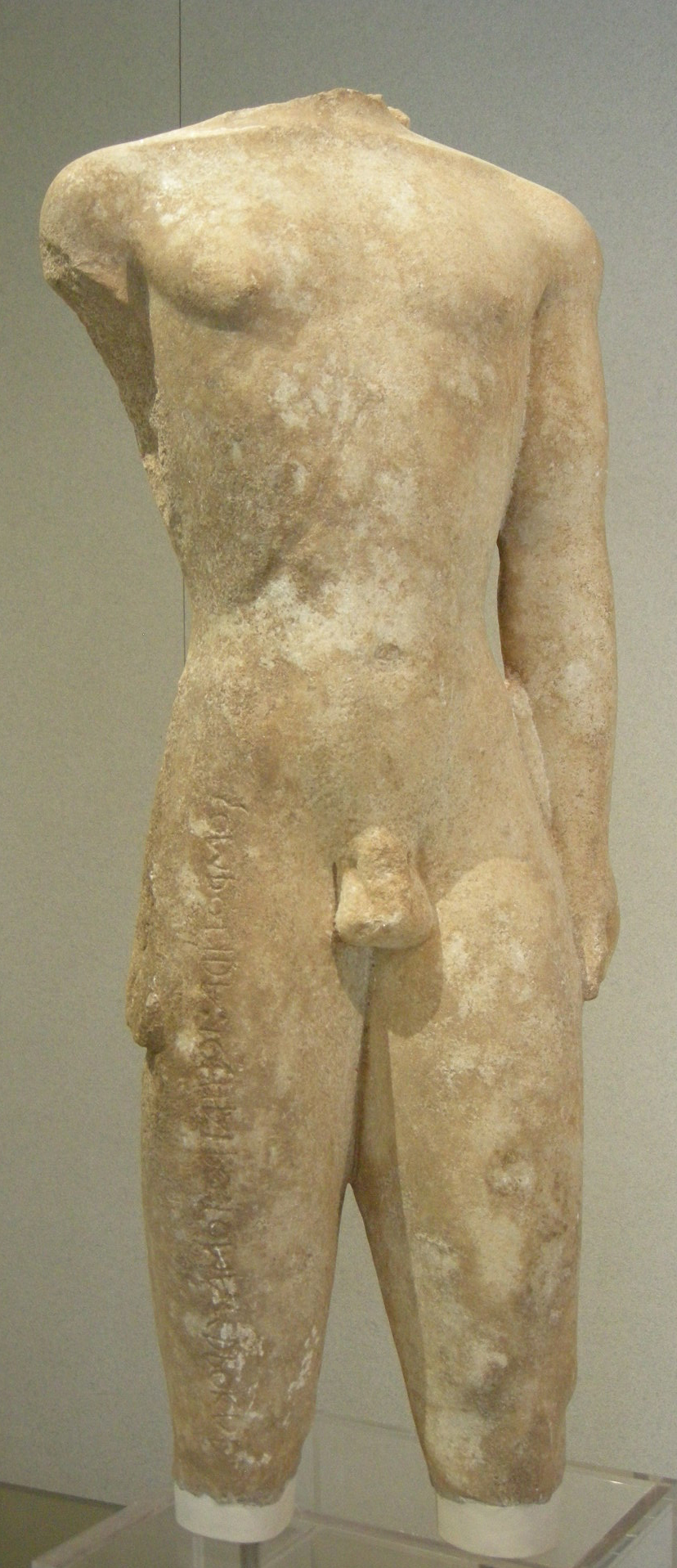
kouros, da necropoli sud, metà VI sec. ac.
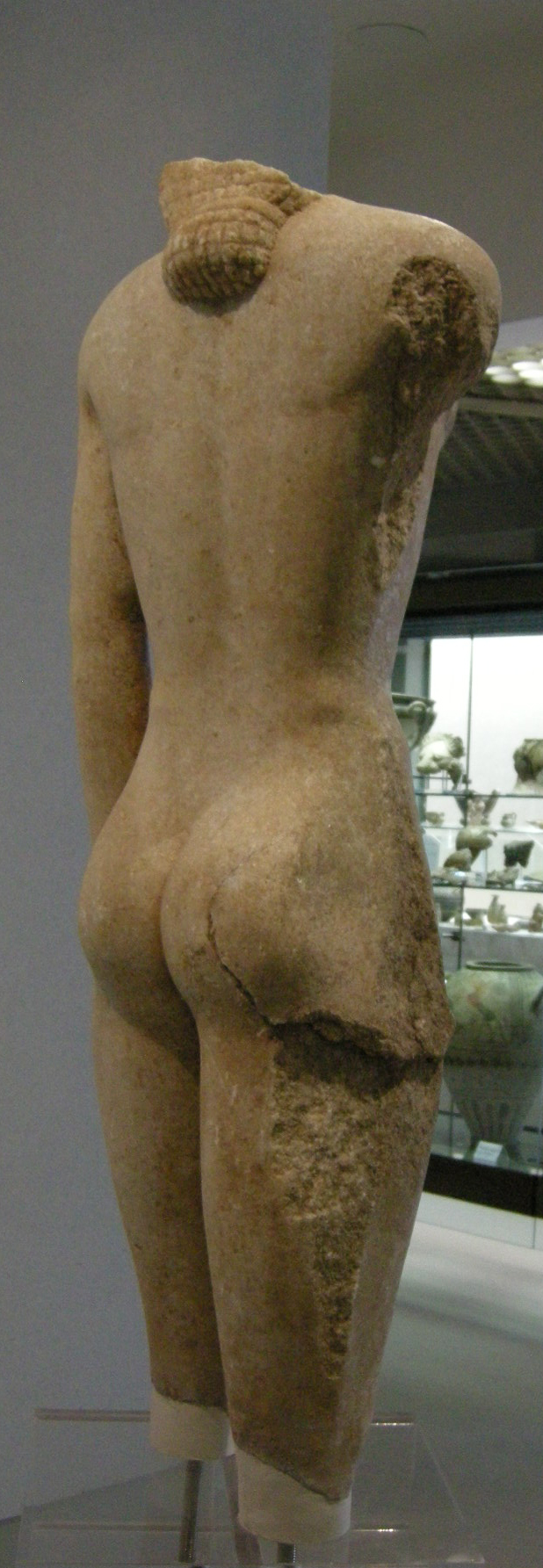
kouros, da necropoli sud, metà VI sec. ac.

- una particolare maschera teatrale del VI secolo a.C.

Particolarmente bella è anche la ceramica megarese con il suo stile policromo.

## Criticità
Il sito mostra diverse criticità, dalla vicinanza degli impianti industriali, alla carenza di manutenzione e di salvaguardia del sito. Da anni sono fermi i finanziamenti per la valorizzazione dell'area rendendo il sito lontano da una fruizione turistica.